# 대한민국 형법 제161조
대한민국 형법 제161조는 사체등손괴등죄 (손괴 · 유기 · 은닉 · 영득)에 관한 형법 각칙의 조문이다.

## 조문
| 제161조 【사체 등의 영득】 ① 사체, 유골, 유발 또는 관내에 장치한 물건을 손괴, 유기, 은닉 또는 영득한 자는 7년 이하의 징역에 처한다. ② 분묘를 발굴하여 전항의 죄를 범한 자는 10년 이하의 징역에 처한다. - 본 죄의 미수범은 처벌한다. (→형법 제162조) |

## 같이 보기
- 사체유기죄